# Усманов, Миркасым Абдулахатович
Миркасы́м Абдулаха́тович Усма́нов (тат. Миркасыйм Габделәхәт улы Госманов; 31 мая 1934 — 11 октября 2010) — советский и российский историк, археограф, доктор исторических наук, действительный член Академии наук Республики Татарстан, профессор Казанского государственного университета, заслуженный деятель науки ТАССР (1984). заслуженный работник высшей школы Российской Федерации (2003).

## Биография
Родился в 1934 году в городе Кульджа (Западный Китай, провинция Синьцзян) в семье татарских купцов в четвёртом поколении. Его прадед по линии отца Муэмин Усманов, переселившись из-под Казани в Казахстан в середине XIX века, становится известным в окрестностях Талды-Кургана купцом и предпринимателем. В начале XX века сын купца Муэмина Бари Усманов (дед Миркасима) обосновался в соседней с Казахстаном китайской провинции Синьцзян.
В татарской школе г. Кульджа, основанной ещё в начале XX века известным просветителем Г. Буби, Миркасым научился читать татарские книги на арабской, латинской графиках и кириллице. Окончил русскую семилетнюю школу при Генконсульстве СССР, самостоятельно изучил уйгурскую, казахскую и киргизскую литературу. С началом китайской культурной революции, семья Усмановых — граждан СССР, переезжает в Талды-Курганскую область Каз. АССР, пос. Сары-Озек. В 1955—1958 гг. М. А. Усманов трудится в Сары-Булакском совхозе, на сахарном заводе, в районном комитете ДОСААФ Кировского района Талды-Курганской области и на Алма-Атинской киностудии. В этот же период обучался в школе рабочей молодежи пос. Кирово Талды-Курганской области Казахстана и получил аттестат о среднем образовании.
В 1958—1963 годах учился в Казанском государственном университете, сначала на отделении татарской филологии. После окончания III курса был переведён на историческое отделение историко-филологического факультета, где на кафедре истории СССР специализировался по источниковедению. В годы учёбы в университете активно включился в студенческую научно-исследовательскую деятельность, участвовал в работе диалектологических и археологических экспедиций. За участие в выставке студенческих работ был награждён медалью ВДНХ.
После окончания учёбы М. А. Усманов был оставлен при кафедре истории СССР. В 1964—1967 годах учился в аспирантуре, в 1968 году защитил кандидатскую диссертацию «Татарские нарративные источники XVII—XVIII вв. и их особенности». С 1967 года преподавал на кафедре истории СССР. В 1979 году защитил докторскую диссертацию «Жалованные акты Джучиева Улуса XIV—XVI вв.». С 1982 года был профессором и заведующим кафедрой истории СССР досоветского периода. С 1989 года заведовал кафедрой истории татарского народа, созданной им на вновь открытом факультете татарской филологии, истории и восточных языков. Одновременно с 1988 года являлся руководителем также основанной им научно-исследовательской археографической лаборатории Казанского университета. В 1985—1991 гг. был проректором Казанского университета по учебной работе.
В 1991 году М. А. Усманов был избран академиком Академии наук Татарстана и внёс существенный вклад в её становление и развитие. Будучи вице-президентом, а затем советником президиума Академии наук Республики Татарстан, принимал активное участие в создании её структурных подразделений, в определении перспектив развития гуманитарных институтов академии.
В 1997—1999 годах являлся президентом Общества востоковедов РАН, был членом Археографической комиссии РАН, членом Союза писателей Республики Татарстан, председателем фонда «Джиен». В 1997—2004 гг. М. А. Усманов принимал участие в организации изучения истории и датировки основания г. Казани, был избран почётным гражданином города Казани. За свои труды в области тюркологии, истории М. А. Усманов награждён Золотой медалью PIAC (Постоянная Международная алтаистическая конференция), в 2008 году стал лауреатом IRCICA (Исследовательский центр по изучению исламской истории, искусства и культуры) при Организации Исламской конференции.
С 1989 года был председателем фонда «Джиен», созданного с целью способствования возрождению и развитию татарского языка и культуры, где занимался издательской деятельностью. На средства фонда в 1990 и 1991 годах им осуществлены переиздания исторических трудов М. Г. Худякова, К. Ф. Фукса, И. Гаспринского и ряда других авторов.
М. А. Усманов был отмечен государственными наградами СССР, Российской Федерации и Республики Татарстан, научными наградами и премиями.
В 2010 году Центру исследований истории Золотой Орды Института истории имени Шигабутдина Марджани Академии наук РТ было присвоено имя профессора Миркасыма Абдулахатовича Усманова.
Дочь Усманова Диляра (род. 1965) — доктор исторических наук, профессор КФУ.

## Научная деятельность М. Усманова
Ещё в середине 1960-х годов М. Усманов заявил о себе как о серьёзном исследователе, изучив и проанализировав первоисточники, обобщив результаты исследований в кандидатской диссертации под названием «Описательные исторические источники XVII—XVIII веков на татарском языке». Изданная в 1979 году монография М. Усманова «Жалованные акты Джучиева Улуса XIV—XVI веков» — документальное исследование тюркоязычных первоисточников социально-политического строя Золотой Орды получила высокую оценку тюркологов и принесла международное признание татарскому ученому.
Изучая ханские ярлыки — тюркоязычные официальные акты, М. Усманов подверг их специальному критическому анализу в соответствии с требованиями современной археографии и палеографии, дипломатики и сфрагистики. Учёный пришел к выводу: «Духовно-письменная культура Золотой Орды не была продукцией лишь какого-то изолированного этнико-общественного развития. Эта общая культура являлась первоначально следствием своеобразного симбиоза нескольких культур, из которых роль ассимилирующих компонентов сыграли родственные тюркские культуры — уйгуров Центральной Азии и кипчаков Восточной Европы, а также оседлого тюркоязычного населения Булгара и Хорезма».
М. Усманов ввёл в научный обиход множество письменных источников по истории и литературе тюркоязычных народов Поволжья и Приуралья. Многогранная научная деятельность М. А. Усманова охватывает почти все основные направления современного татароведения: история и литературное наследие, археография и историография, источниковедение и художественные переводы, тюркология и педагогика.
Являлся одним из основоположников современной татарской археографии. 30 лет руководил постоянно действующей археографической экспедицией Казанского университета. Им было организовано более сорока полевых выездов в поисках рукописного наследия татарского народа. М. Усманов лично объездил около тысячи населенных пунктов, собрал около 10 тысяч старинных рукописей и около полутора тысяч старопечатных изданий на восточных языках.
Участвовал в подготовке к изданию произведений классиков татарской литературы. Провёл текстологический анализ произведений, написал вступительное слово и комментарии к сборнику поэта Акмуллы (Акмулла. Шигырьләр. Татарстан китап нәшрияты, 1981), к академическому изданию поэмы «Киссаи Йосыф» булгаро-татарского поэта Кул Гали (Кол Гали. Кыйссаи Йосыф. Татарстан китап нәшрияты, 1983) и к сборнику трудов татарского поэта 18 века Габдрахим Утыз-Имяни аль-Булгари (1986).
Является автором повести о жизни и творчестве выдающегося татарского историка и востоковеда XIX века Хусаина Фаизханова (М. Усманов Заветная мечта Хусаина Фаизханова : Повесть о жизни и деятельности / Миркасым Усманов. Казань, 1980. 223 с. ил. 20 см.).
В общей сложности профессором М. А. Усмановым опубликовано более 450 названий научных трудов, в том числе 11 книг (монографии, сборники). Совместно с зарубежными коллегами им опубликованы тексты татарских письменных источников в Венгрии и Германии. Кроме того, под его редакцией или с его обработкой вышли в свет более 30 книг других исследователей. Ряд статей им опубликован в научных журналах и сборниках, изданных в Германии, США, Тайване, Турции, Франции, Южной Корее и т. д.